# (143991) 2003 YO179
(143991) 2003 YO179 est un objet transneptunien faisant partie des cubewanos.

## Caractéristiques
2003 YO179 mesure environ 304 km de diamètre.

## Orbite
L'orbite de 2003 YO179 possède un demi-grand axe de 44,815 ua et une période orbitale d'environ 300 ans. Son périhélie l'amène à 38,539 ua du Soleil et son aphélie l'en éloigne de 51,091 ua. Il s'agit d'un cubewano.

## Découverte
2003 YO179 a été découvert le 17 décembre 2003.